# Mortonia aspera
Mortonia aspera är en benvedsväxtart som beskrevs av M. E.Jones. Mortonia aspera ingår i släktet Mortonia och familjen Celastraceae. Inga underarter finns listade.